# Troicko-Pečorskij rajon
Il Troicko-Pečorskij rajon (in russo Троицко-Печорский район?; in lingua komi: Мылдін район) è un rajon (distretto) della Repubblica dei Komi, nella Russia settentrionale. Il capoluogo è l'insediamento di tipo urbano di Troicko-Pečorsk.